# San Francisco Film Critics Circle Awards 2003
Na 2. ročníku udílení cen San Francisco Film Critics Circle Awards byly předány ceny v těchto kategoriích dne 15. prosince 2003.

## Vítězové
Nejlepší film: Ztraceno v překladu

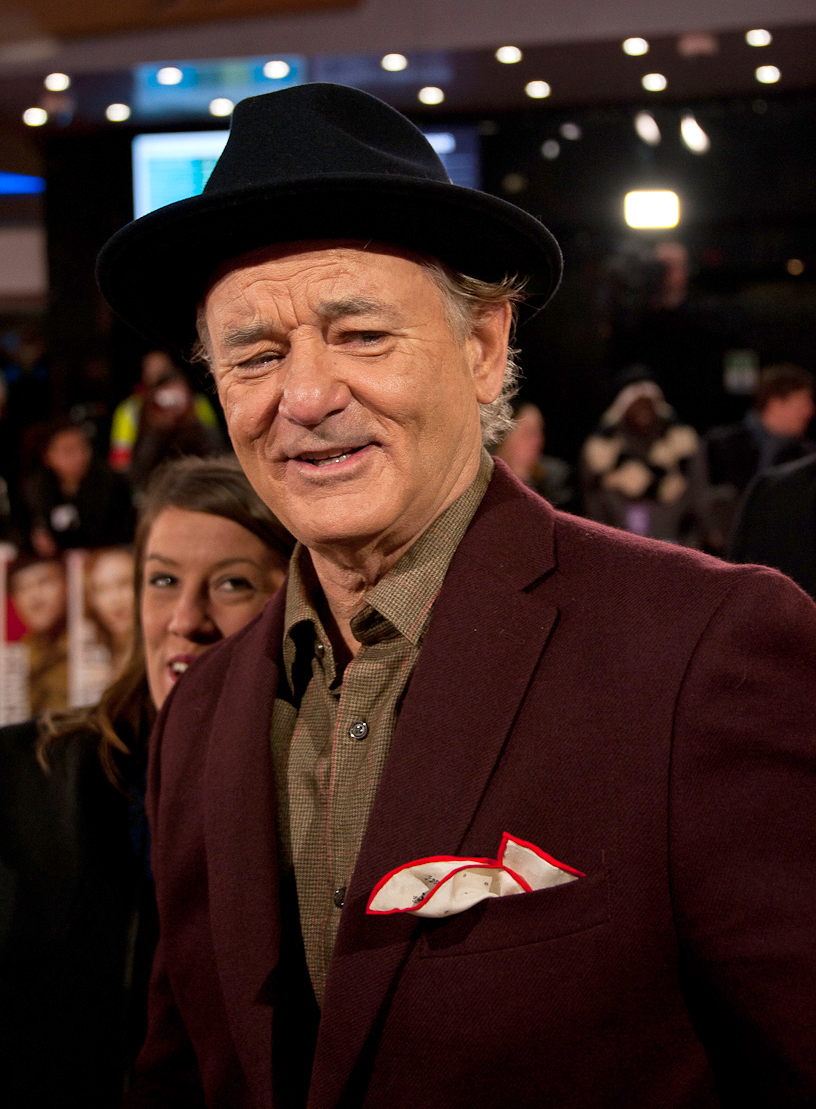
Bill Murray, vítěz v kategorii nejlepší mužský herecký výkon v hlavní roli

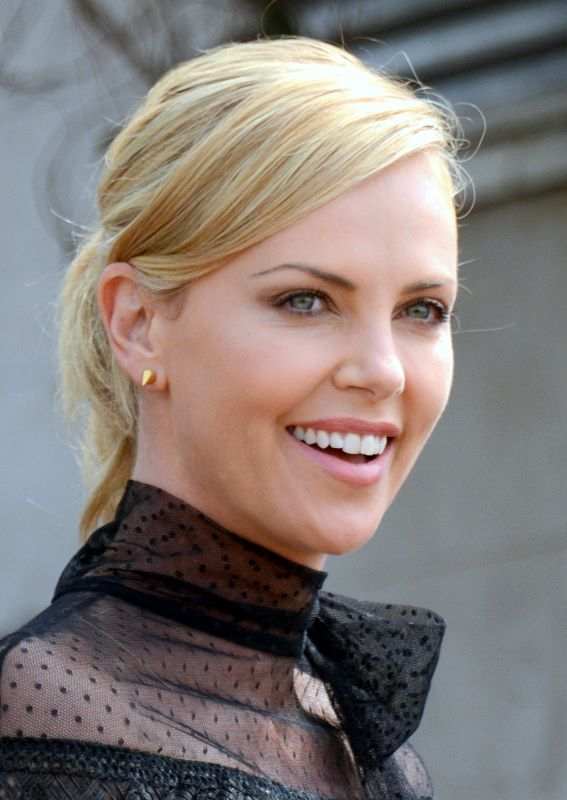
Charlize Theron, vítězka v kategorii nejlepší ženský herecký výkon v hlavní roli

Nejlepší režisér: Peter Jackson – Pán prstenů: Návrat krále
Nejlepší herec v hlavní roli: Bill Murray – Ztraceno v překladu
Nejlepší herečka v hlavní roli: Charlize Theronová – Zrůda
Nejlepší herec ve vedlejší roli: Peter Sarsgaard – Jak nezískat Pulitzera
Nejlepší herečka ve vedlejší roli: Patricia Clarkson – Večeře s April
Nejlepší cizojazyčný film: Jeho bratr (Belgie/Francie)
Nejlepší dokument: Vše o Friedmanových
Ocenění Marlon Riggs: Sam Green – The Weather Underground
Speciální ocenění: Ruská archa